# زابیژکی
زابیژکی (به لهستانی:  Zabieżki) یک روستا در لهستان است که در گمینا تسلستنوو واقع شده‌است. زابیژکی ۸۰۰ نفر جمعیت دارد.